# Jorge Raúl Birkner Cogan
Jorge Raúl Birkner Cogan (* 18. August 1964 in Buenos Aires) ist ein ehemaliger argentinischer Skirennläufer. Er startete als Allrounder in allen Disziplinen.

## Karriere
Jorge Raúl Birkner Cogan nahm zweimal für Argentinien an Olympischen Winterspielen teil. 1984 in Sarajevo belegte er als bestes Ergebnis den 22. Platz im Slalom. Dies sollte auch sein bestes Ergebnis bei Olympischen Spielen bleiben, denn vier Jahre später in Calgary erreichte er als beste Platzierung lediglich den 24. Platz in der Kombination. 
Zudem nahm er an drei Weltmeisterschaften teil, wobei hier sein bestes Ergebnis jeweils der 24. Rang in der Kombination in den Jahren 1985 und 1987 war.
Seine letzten Rennen als aktiver Rennläufer bestritt er im September 2012 beim South American Cup.

## Privates
Jorge Raúl Birkner Cogan entstammt einer sportbegeisterten Familie. Seine Schwestern Magdalena und Carolina sowie sein Bruder Ignacio Birkner waren als Skirennläufer aktiv, ebenso wie sein Sohn Jorge Francisco Birkner Ketelhohn und seine Neffen Cristian Javier Simari Birkner und Tomás Birkner de Miguel sowie seine Nichten María Belén Simari Birkner und Macarena Simari Birkner. Zwei weitere Neffen, Bautista Saubidet Birkner und Francisco Cruz Saubidet Birkner, sind Segelsportler.

## Erfolge

### Olympische Winterspiele
- Sarajevo 1984: 22. Slalom, 45. Abfahrt, 46. Riesenslalom
- Calgary 1988: 24. Kombination, 26. Slalom, 39. Super-G, 45. Riesenslalom

### Weltmeisterschaften
- Bormio 1985: 24. Kombination, 36. Riesenslalom, 44. Abfahrt, DNF Slalom[3][4][5][6]
- Crans-Montana 1987: 24. Kombination, 30. Slalom, 44. Super-G, 51. Abfahrt, 51. Riesenslalom[7][8][9][10][11]
- Vail 1989: 49. Riesenslalom, 76. Super-G, DNF Slalom[12][13][14]

### South American Cup
- 3 Platzierungen unter den besten 20